# Kalvtjärnen (Hjulsjö socken, Västmanland)
Kalvtjärnen är en sjö i Hällefors kommun i Västmanland och ingår i Norrströms huvudavrinningsområde.